# Альгерский диалект каталанского языка
Альгерский диалект каталанского языка (кат. alguerès) — диалект, используемый в городе Альгеро, расположенном на северо-западе острова Сардиния в Италии.

## Общие сведения

Альгерский диалект на карте Сардинии

Этот диалект признан региональным языком Италии и Автономного региона Сардиния. Его использует меньшинство населения города Альгеро, он также используется для двуязычных вывесок названий улиц центра города.
В 1372 году, после выселения местного сардиноязычного населения, в город были завезены каталаноязычные из Барселоны. До Войны за испанское наследство каталанский был официальным языком города, после неё официальным стал испанский язык. С XIX века функцию официального языка выполняет итальянский язык.
В 1990 году альгерским диалектом пользовались около 30 % населения города, 65 % его понимало. Около 50 % населения могут говорить также на северном логудорезском диалектесардинск. сардинского языка и на сассарском языкесардинск. (его также считают диалектом корсиканского языка).
Альгерский диалект является частью восточнокаталанских диалектов, значительное влияние на него оказали итальянский, сардинский и испанский языки. Поскольку Альгеро отрезан от основной территории распространения каталанского языка, в диалекте осталось достаточно много архаизмов.
С 11 сентября 1997 г. законом № 26 Автономной области Сардиния каталонский признан одним из официальных языков Альгеро, наряду с корсиканским (или корсо-галурезским) на севере острова (в законе он назван «галурезским диалектом»), сассарским на северо-западе (в законе он назван «сассарским диалектом»), сардинским в центральной и южной частях острова и табаркинским (диалект лигурийского языка) наречием на юго-западе Сардинии (в законе он назван «табаркинским языком»)

## Фонетика
- Как и у большинства восточнокаталанских диалектов, безударные «o» и «u» переходят в [u]: «portal» > «pultal», «lo» > «lu», «los» > «lus», «dolor» > «duró»;
- Как у других восточнокаталанских диалектов, безударные «e» и «a» переходят в нейтральный звук, который, однако, ближе к [a], чем к [ə]: «persona» > «palzona», «estar» > «astà», «alguerès» > «algarés»;
- Сохраняется фонема /v/, которая отличается от /b/ — так же, как и на Балеарских островах и в северной и южной частях Валенсии;
- Конечное r не произносится, как в большинстве восточнокаталанских диалектов: «anar» > «anà», «saber» > «sabé», «fugir» > «fugí», «L’Alguer» > «L’Alghé», «volar» > «vurà»;
- Фиксируется переход интервокальных /d/ и /l/ в [r] (влияние сардинского языка): «escola» > «ascòra», 'Barceloneta' («маленькая Барселона»): литературный каталанский — [bərsəluˈnɛtə], альгерский диалект — [balsaruˈnɛta], 'vila' и 'vida' в альгерском диалекте являются омофонами ['vira], «cada» > «cara», «bleda» > «brera», «roda» > «rora», «codony» > «corom». Также фиксируется переход /l/ в [r] в группе взрывной согласный + -l- + гласная: «blanc» > «branc», «plana» > «prana», «clau» > «crau», «volar» > «vurà», «plaça» > «praça», «ungla» > «ungra», «plena» > «prena»,
- Фиксируется переход /r/ в конце слога в звук [l] (влияние сардинского языка): «port» > «polt», «sard» > «saldu», «persona» > «palsona», «corda» > «colda», «portal» > «pultal», «Sardenya» > «Saldenya», «parlar» > «pal•là» (как в балеарском диалекте). Также фиксируется упрощение звукосочетания [l] + согласная до [l]: например, 'forn': литературный язык — [ˈforn], альгерский диалект — [ˈfol]
- Депалатализация конечных [ʎ] и [ɲ] (влияние сардинского языка): 'any' — на литературном языке [ˈaɲ], на альгерском диалекте — [ˈan], «fill» > «fil», «vell» > «vel», «cavall» > «caval»;
- Слияние начальных безударных e и a после de: «d’anar» > «de ná»; «d’escola» > «de scòra»;
- Переход в [i] некоторых безударных e в контакте с латеральными или в случае, когда в следующем слоге есть ударное /i/: «estiu» > «istiu», «vestir» > «vistì», «llegir» > «lligì»

## Морфология, синтаксис и лексика
- Средневековые формы определённого артикля: lo/los (произносится как lu/lus) и la/les (произносится как la/las) вместо стандартных el/els, la/les;
- Архаизмы: «servici» вместо «servei», «almanco» вместо «almenys», «espada» вместо «espasa», «lletra» вместо «carta»;
- Слова, калькированные с сардинского языка («eba» вместо «egua», «cavidani» вместо «setembre» (на сардинском 'cabidànne'); с испанского («iglésia» вместо «església»); особенно много с итальянского («llumera» вместо «llum», «fortuna» вместо «sort», «fatxa» вместо «cara», «campsant» вместо «cementiri»)

## Распространённость диалекта
Согласно опросу населения города относительно знания каталанского языка по заказу Женералитета Каталонии в 2004 году, языком владели на таком уровне:
- Понимали: 90,1 %
- Могли говорить: 61,3 %
- Умели читать: 46,5 %
- Умели писать: 13,6 %

22,4 % альгерцев указали каталанский своим родным. 77,7 % альгерцев отмечают, что в большей или меньшей степени они имеют принадлежность к каталанскому языку или каталонской культуре.